# Resolution 734 des UN-Sicherheitsrates
Die Resolution 734 des UN-Sicherheitsrates ist eine Resolution, die der Sicherheitsrat der Vereinten Nationen in seiner 3040. Sitzung am 29. Januar 1992 einstimmig beschloss. Unter Hinweis auf frühere Resolutionen zu diesem Thema und nach Prüfung des Berichts des Generalsekretärs über die United Nations Interim Force in Lebanon (UNIFIL), der als Resolution 426 (1978) angenommen wurde, beschloss der Rat, das Mandat der UNIFIL um weitere sechs Monate bis zum 31. Juli 1992 zu verlängern.
Der Rat unterstrich daraufhin erneut das Mandat der Truppe und forderte den Generalsekretär auf, über die Fortschritte bei der Umsetzung der Resolutionen 425 (1978) und 426 (1978) zu berichten. Er forderte ihn auch auf, Möglichkeiten zur Verbesserung der Wirksamkeit der Truppe zu prüfen.

## Externe Quellen
- Text der Resolution auf undocs.org